# UCAR
UCAR (University Corporation for Atmospheric Research) – strona sieciowa stowarzyszenia amerykańskich uniwersytetów z wydziałami meteorologicznymi UCAR (University Corporation for Atmospheric Research), która zawiera zdjęcia pogody, zjawisk klimatycznych, i inne. Zdjęcia są bezpłatne dla organizacji publicznych.